# Мігель Анхель Має
'Мігель Анхель Має Нґомо (ісп. Miguel Ángel Mayé Ngomo; нар. 8 грудня 1995, Ебебіїн, Екваторіальна Гвінея) — гвінейський футболіст, правий захисник та правий півзахисник клубу «Футуро Кінгз» та національної збірної Екваторіальної Гвінеї.

## Клубна кар'єра
Мігель Анхель народився в Ебібеіїні, штат Ке-Нтем. Футбольну кар'єру розпочав у «Депортіво» (Монгомо). У 2012 році став гравцем першої команди, у футболці якої дебютував у чемпіонаті Екваторіальної Гвінеї. У 2013 році став гравцем «Аконангуї», якому в дебютному сезоні став переможцем національного чемпіонату. Зі своїм рідним клубом «Аконангуї» грав у попередньому раунді Ліги чемпіонів КАФ 2014 проти камерунської команди «Ле-Астр». У 2015 році грав за «Леонес Вегетаріанос». У 2016 році став гравцем клубу «Естремадура» з Терсера Дивізіону Іспанії. Закріпитися і в Іспанії йому не вдалося, зіграв 1 матч у чемпіонаті Іспанії. З 2017 по 2018 рік виступав за «Леонес Вегетаріанос». З 2019 року захищає кольори «Футуро Кінгз».

## Кар'єра в збірній
У футболці національної збірної Екваторіальної Гвінеї дебютував в нічийному товариському поєдинку проти Кабо-Верде. 8 січня 2015 року Мігель Анхель Естебана Бекера включив його до списку з 23 чоловік, які поїхали на Кубку африканських націй 2015 року. 7 лютого 2015 року грав у нічийному (0:0) матчі за третє місце Кубку африканських націй проти Демократичної Республіки Конго

## Статистика виступів

### У збірній
Станом на 8 січня 2015
| Екваторіальна Гвінеї | Екваторіальна Гвінеї | Екваторіальна Гвінеї |
| Рік                  | Матчі                | Голи                 |
| -------------------- | -------------------- | -------------------- |
| 2015                 | 0                    | 0                    |
| Загалом              | 0                    | 0                    |